# David di Donatello 1969
La 14a edició dels premis David di Donatello, concedits per l'Acadèmia del Cinema Italià va tenir lloc el 3 d'agost de 1969 al Teatre grecoromà de Taormina. El premi consistia en una estatueta dissenyada per Bulgari.

## Guanyadors

### Millor director
- Franco Zeffirelli - Romeo e Giulietta (Romeo and Juliet)

### Millor productor
- Bino Cicogna - C'era una volta il West (ex aequo)
- Gianni Hecht Lucari - La ragazza con la pistola (ex aequo)

### Millor actriu
- Gina Lollobrigida - Buona sera, Sra. Campbell (ex aequo)
- Monica Vitti - La ragazza con la pistola (ex aequo)

### Millor actor
- Alberto Sordi - Il medico della mutua (ex aequo)
- Nino Manfredi - Vedo nudo (ex aequo)

### Millor actriu estrangera
- Barbra Streisand - Funny Girl (ex aequo)
- Mia Farrow - La llavor del diable (Rosemary's Baby) (ex aequo)

### Millor actor estranger
- Rod Steiger - The Sergeant

### Millor productor estranger
- Stanley Kubrick - 2001: una odissea de l'espai (2001: A Space Odyssey)

### Millor director estranger
- Roman Polański - La llavor del diable (Rosemary's Baby)

### Targa d'oro
- Florinda Bolkan, per la seva interpretació a: Metti, una sera a cena; de Giuseppe Patroni Griffi
- Leonard Whiting i Olivia Hussey, per llurs interpretacions a: Romeo e Giulietta; de Franco Zeffirelli